# Project 2025
A Project 2025 a The Heritage Foundation amerikai szélsőjobboldali konzervatív szervezet politikai elméleteit gyűjti össze, ami alapján a 2024-ben megválasztott republikánus elnökjelölt átszervezhetné az amerikai szövetségi kormányt. A 2022-ben alapított mozgalom célja, hogy több tízezer konzervatív személyt toborozva lecseréljék a jelenleg Washingtonban dolgozó köztisztviselőket – akik szerintük a mélyállam tagjai –, és hogy segítsék a következő republikánus elnök munkáját. A projekt az ügynevezett egységes végrehajtó elmélet legszélsőségesebb jogi elképzelésein alapul, az Egyesült Államok Alkotmánya második cikkelyének egy megkérdőjelezett értelmezésén, ami szerint az elnöknek beiktatása után abszolút hatalma van a kormány végrehajtó ágazata felett.
A Project 2025 teljesen megváltoztatná az amerikai szövetségi kormány működését, illetve gazdasági és társadalmi politikáját, továbbá a kormány és annak ügynökségei szerepét. A tervek szerint az Igazságügyi Minisztérium költségvetési támogatását megvonnák, feloszlatnák a Szövetségi Nyomozóirodát (FBI), illetve a Belbiztonsági Minisztériumot, csökkentenék a környezetvédelmi és éghajlatváltozás elleni korlátozásokat, és ösztönöznék a fosszilis tüzelőanyagok használatát. Megszüntetnék a Kereskedelmi Minisztériumot, illetve több olyan ügynökség függetlenségét, mint a Szövetségi Távközlési Bizottság (FCC) és a Szövetségi Kereskedelmi Bizottság (FTC). A gazdaságpolitika része lenne az általános adócsökkentés, bár az alapítók nem értettek egyet a protekcionizmus fontosságában. A javaslatcsomag szerint szintén megszüntetnék az Oktatási Minisztérium létezését, aminek programjait vagy teljesen eltörölnék vagy kivitelezésüket más minisztériumokra ruháznák át. A klímakutatás költségvetését csökkentenék és a Nemzeti Egészségügyi Intézet (NIH) nagy reformokon esne át, konzervatív ideológiák alapján. A projekt alapítói arra bíztatnák a kormányt, hogy az abortuszt ne tekintse egészségügynek és eltörölné a sürgősségi fogamzásgátlással kapcsolatos támogatásokat. A projekt célja, hogy a kormány a kereszténység tanításai alapján működjön, büntetendővé téve a pornográfia megtekintését, eltörölné a védőeszközöket a szexuális irányultság és nemi identitás következtében történő diszkrimináció ellen, illetve véget vetne olyan programoknak, amik egyenlőségre törekednek, és illegálissá tenné a pozitív diszkriminációt.
A Washington Postnak egy névtelen forrás azt nyilatkozta, hogy Jeffrey Clark jogász arra bíztatná az elnököt, hogy első napján rendelje a hadsereget az utcákra törvényvégrehajtás céljából és, hogy az Igazságügyi Minisztériumon célozza meg Donald Trump ellenfeleit az 1807-es Insurrection Act alapján. A projekt egyik fontos része a papírokkal nem rendelkező bevándorlók letartóztatása, bebörtönzése, majd deportálása. Támogatja a halálbüntetést és fontosnak tartja ezek gyors kivitelezését. Paul Dans, a projekt igazgatója, azt nyilatkozta, hogy a cél egy lényegében „felfegyverzett” konzervatív hadsereg bevezénylése a mélyállam elleni harcba. Dans elismerte, hogy a kormány méretének csökkentése nem egyezik meg azzal, hogy több tízezer embert felvegyenek, de kijelentette, hogy fontos, hogy az új elnök „visszaszerezhesse az irányítást” a kormány felett. Ugyan nincs egy kifejezett elnökjelölt, akit megnevez a projekt, sok munkatársa közeli kapcsolatban van Trumppal és kampányával. Annak ellenére, hogy Trump tagadta kapcsolatát a projekttel, első elnöki rendeleteinek nagy többsége megegyezett vagy részben megegyezett annak elképzeléseivel, értékeivel, és Russell Vought, a projekt egyik kitalálója Trump Menedzsment-, és Költségvetési Irodájának igazgatója lett második elnöksége során.
A Project 2025 kritikusai szerint egy tekintélyuralmi keresztény nacionalista mozgalom, aminek következtében az Egyesült Államok autokráciává alakulhatna. Több jogi szakértő is kijelentette, hogy rontaná a jogállamiságot és részben megszüntetné a hatalmi ágak szétválasztását. Egyes konzervatívak és republikánusok is kritizálták a tervet, főleg a hatalom központosítása, az éghajlatváltozással kapcsolatos és kereskedelmi nézetei miatt.
(A Projekt 25-höz hasonló az Európai Unió radikális átalakítására javasolt elképzelés a magyar Mathias Corvinus Collegium és a lengyel Ordo Iuris szervezet "Great Reset" nevezetű közös tervezetcsomagja.)

## Vezetőség
A Project 2025 tanácsadó bizottsága „több mint nyolcvan konzervatív szervezet koalíciója”, amik leginkább agytrösztök, egyetemek és a The American Conservative magazin. 2024 februárjában több mint száz szervezettel dolgozott együtt a projekt.
A Mandate for Leadership könyvsorozat szerzői, ami a szervezet politikájának alapjaként szolgálnak, közé tartoznak Trump 2017 és 2021 közötti kormánya több tagja is, mint Jonathan Berry, Ben Carson, Ken Cuccinelli, Rick Dearborn, Thomas Gilman, Mandy Gunasekara, Gene Hamilton, Christopher Miller, Bernard McNamee, Stephen Moore, Mora Namdar, Peter Navarro, William Perry Pendley, Diana Furchtgott-Roth, Kiron Skinner, Roger Severino, Hans von Spakovsky, Brooks Tucker, Russell Vought és Paul Winfree.
Vought-ot 2024 májusában kinevezték a Republikánus Nemzeti Bizottság politikai igazgatójának, tovább integrálva a projektet a párt jövőjébe.

## Filozófiája
A Mandate előszavában a Heritage Foundation elnöke, Kevin Roberts azt írta, hogy „A kulturális marxizmus hosszú menetelése intézményeinken keresztül megtörtént. A szövetségi kormány egy behemót, fegyverként használva az amerikai polgárok és konzervatív értékek ellen, szabadságunk és függetlenségünk olyan ostrom alatt áll, mint még soha.” Roberts úgy értelmezi a „Boldogságra való törekvés” szavakat a függetlenségi nyilatkozatban, hogy a törekvés a kegyelem állapota felé zajlik. Szerinte az „egyén szabadon kell, hogy élhessen, ahogy azt teremtője elrendelte–hogy viruljon.” Az Egyesült Államok alkotmánya Roberts szerint „mindannyiunknak megadja a szabadságot, hogy ne azt tegyük, amit akarunk, hanem, ami kötelességünk.”

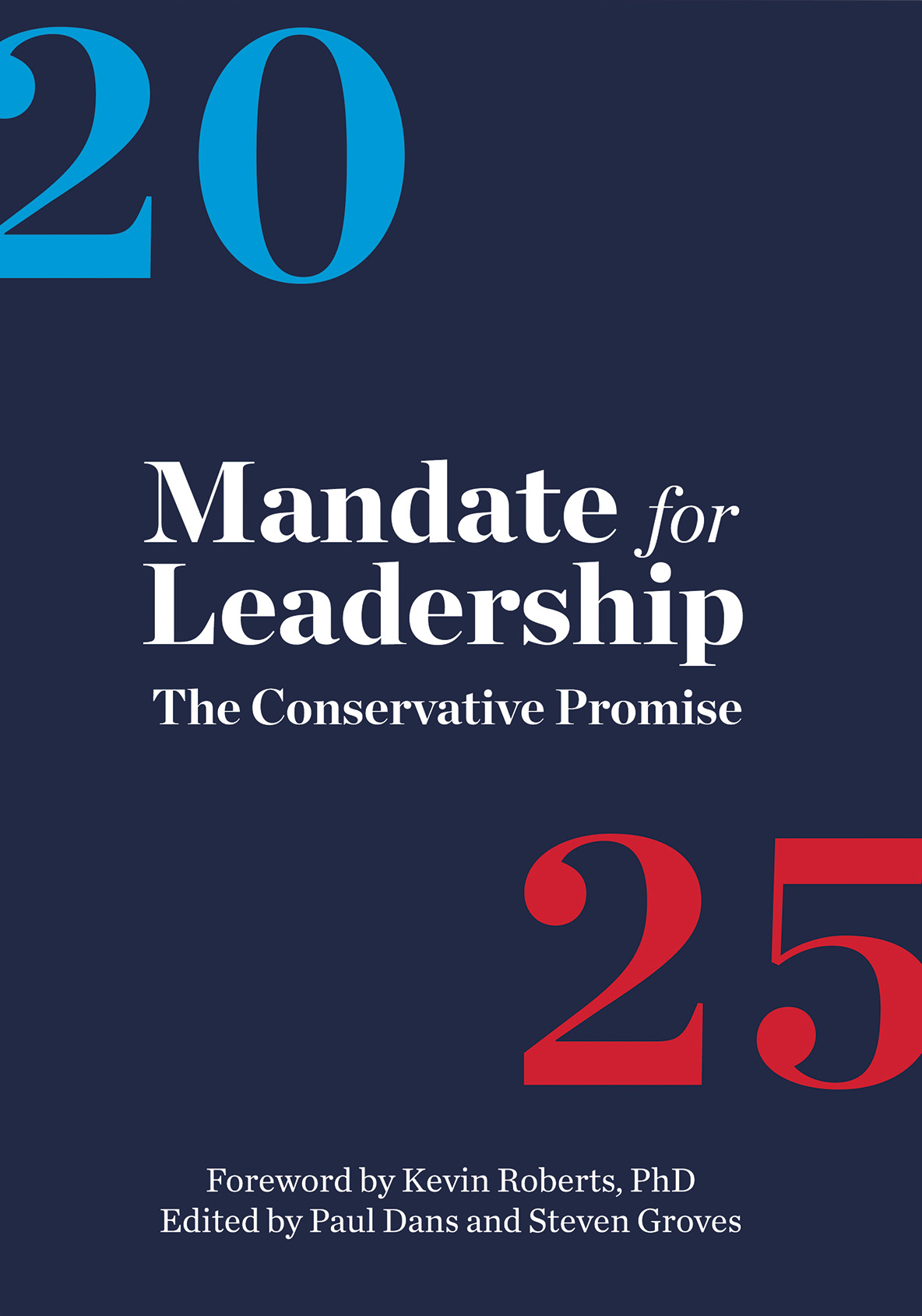
A Mandate for Leadership: The Conservative Promise könyv, ami a projekt ideológiáját fekteti le

Roberts szerint a jó élet kulcsát „a család – a házasság, a gyermekek, hálaadási vacsorák és hasonlók” adják, de mindezek felett a „vallásos elkötelezettség és spiritualitás.” A szerző szerint az Egyesült Államok 2024-ben egy olyan hely, ahol az „infláció elpusztítja családok költségvetését, a kábítószer-túladagolásokhoz köthető halálok száma nő és a gyermekek szenvednek a transznemizmus toxikus normalizálásától, könyvtáraikat drag queenek és pornográfia szállja meg.”
A Project 2025 igazgatója, Paul Dans, aki a 2017 és 2021 közötti Trump-kormány idején a Személyzeti Menedzsment Iroda személyzetfőnöke volt. Spencer Chretien, aki korábban Trump különleges tanácsadója volt, a helyettes igazgató. Dans, aki egyben a projekt iránymutató dokumentumainak egyik szerkesztője, elmagyarázta, hogy a Project 2025 „négy pillérre épül:”
1. egy harminc fejezetből álló, 920 oldalas könyv, a Mandate for Leadership: The Conservative Promise (magyarul: Mandátum a vezetéshez: Egy konzervatív ígéret), ami áttekintést ad arról, hogy a fő szövetségi ügynökségeket, hogyan kell irányítani;
2. egy személyzeti adatbázis, amin keresztül jelentkezhetnének személyek munkára az új kormány alatt;
3. egy „online oktatási rendszer,” ami az Elnöki Adminisztrációs Akadémia nevet viseli;
4. egy útmutató, ami elkezdené átszervezni az ügynökségeket és segítené a hatalom átvételét attól a pillanattól kezdve, hogy az elnök kiejti az „Isten engem úgy segéljen” szavakat, eskütétele végén.[43]

Trump már 2023 novemberében javasolta egy, a szövetségi kormány által pénzelt amerikai akadémia létrehozását, ami online adna hozzáférést ingyenes tananyagaihoz, amik mind „wokeness és a dzsihádizmus” nélkül készülnek. A tervek szerint ezt a projektet fontos egyetemek adóztatásával hoznák létre, amelyek szerinte „diákjainkat kommunistákká és terroristákká teszik.”
Ugyan a Project 2025 kifejezetten nem népszerűsíti Trump jelöltségét, az elnök kampánytémái általánosan fedésben vannak a projekt céljaival Kijelentette, hogy „ha én éppen elnök lennék és látnék valakit, aki nagyon jól teljesít és éppen nagyon csúnyán megver, akkor azt mondanám, hogy helyezzük vád alá.” Hozzátette, hogy kirúgna minden „radikális marxista ügyészt, akik elpusztítják Amerikát.” Megjegyezte, hogy „teljesen elpusztítanám a mélyállamot” és kinevezne „egy igazi különleges ügyészt, hogy elkapjuk az Egyesült Államok történetének legkorruptabb elnökét, Joe Bident és az egész Biden-bűnözőcsaládot.”
Annak következtében, hogy valaki bekerülhessen a hatalomátvételi projekt „tehetség-adatbázisába,” a jelentkezőknek meg kell válaszolnia részletes kérdéseket politikai ideológiájukról és közösségi média oldalaikat is áttekintik.

## Politikai tervek

### Bevándorlás
A Mandate of Leadership szerzői javasolják a Belbiztonsági Minisztérium megszüntetését, helyét egy bevándorlási ügynökség venné át, aminek része lenne a Vám- és Határvédelem (CBP), a Közlekedésbiztonsági Igazgatóság (TSA), a Bevándorlási és vámügyi Végrehajtóhivatal (ICE), az Amerikai Állampolgársági és Bevándorlási Hivatal (USCIS), illetve a Egészségügyi és Humánszolgáltatási Minisztérium részei. Más feladatköröket magáncégeknek adnák át. Menekültek befogadását csökkentenék, annak költségét megemelnék, ami a projekt szerint kulcsfontosságú lenne az ország bevételeinek növelésére.
Donald Trump kijelentette, hogy ha megválasztják, azonnal megkezdené „az amerikai történelem legnagyobb kitelepítési műveletét.” 2024 áprilisában a Heritage közölte, hogy az alapvető tervek „bevándorlási szabályszegők letartóztatása, bebörtönzése és eltávolítása az Egyesült Államokból.”

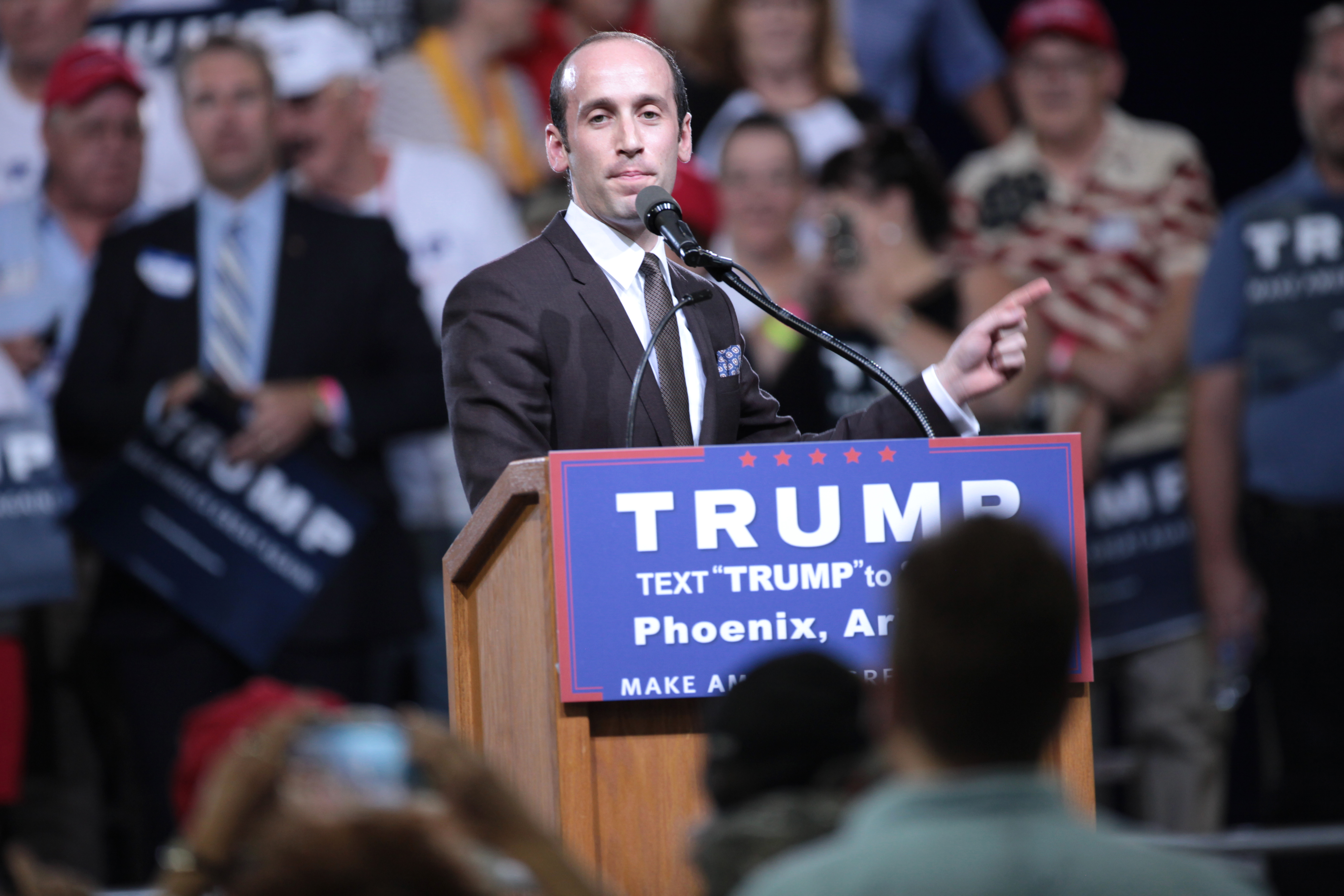
Stephen Miller fontos szerepet játszott Trump bevándorlási politikájában

Stephen Miller, aki fontos szerepet játszott a Trump-kormány bevándorlási politikájában, a Project 2025 egyik szerzője és egy második Trump-kormányban is nagy szerepet tölthetne be. Miller azt mondta Charlie Kirknek 2023 novemberében, hogy a művelet még komplexebb is lehetne, mint a Panama-csatorna kiépítése. Republikánus államokban az utcákra küldenék a Nemzeti Gárdát Trump utasításai szerint, majd később demokrata államokban is.
Miller ezek mellett gondolkozott helyi rendőrségek, illetve az ATF és a DEA ügynökeinek felhasználásán is. Azt mondta, hogy ezek a hatóságok országszerte „letartóztatnának illegális bevándorlókat” tömeges razziák keretében, akiket ezt követően „nagy összegyűjtő területekre szállítanák a határ közelében, valószínűleg Texasba,” ahol tartanák őket kitelepítésük előtt. Trump hasonlóan beszélt hajléktalan emberek letartóztatásáról demokrata államokban és táborokba szállításáról.
A Project 2025 arra bíztatja az elnököt, hogy ne adjon pénzt a szövetségi katasztrófaelhárítási alapból, ha államok kormányai nem hajlandóak együttműködni a szövetségi bevándorlási szabályzatokkal, például információt visszatartva a kormánytól.

### Egészségügy
A Project 2025 szerint a Biden-kormány elrontotta a hagyományos család képét az Egyesült Államokban és több reformot is bevezetne a Egészségügyi és Humánszolgáltatási Minisztériumban (DHHS), hogy fenntartsák ezt a családformát. A tervek szerint az államok kormányainak lenne hatalma megemelni a korlátozásokat olyan személyeknek, akik használják a Medicaid biztosításait, része lenne a magánbiztosítás népszerűsítése,: 464–65 a nemi megerősítő eljárások megtagadása transznemű személyektől és az esemény utáni fogamzásgátló tabletta biztosítása megszüntetése, amit az Obamacare-rel vezettek be.
Nagy reformokon esne át a Nemzeti Egészségügyi Intézet is, könnyebbé tenné munkatársai kirúgását és megszüntetné az egyenlőségre törekvő programokat. A konzervatívok az intézetet korruptnak tekintik.
A Project 2025 szerint egyes közösségi hálózatok (kiemelve: Facebook, Instagram, Twitter és TikTok) tönkreteszik a fiatal amerikaiak mentális egészségét, függőséget okozva. Szerintük ezt a szövetségi kormány nem engedheti.: 5–6 

### Éghajlatváltozás

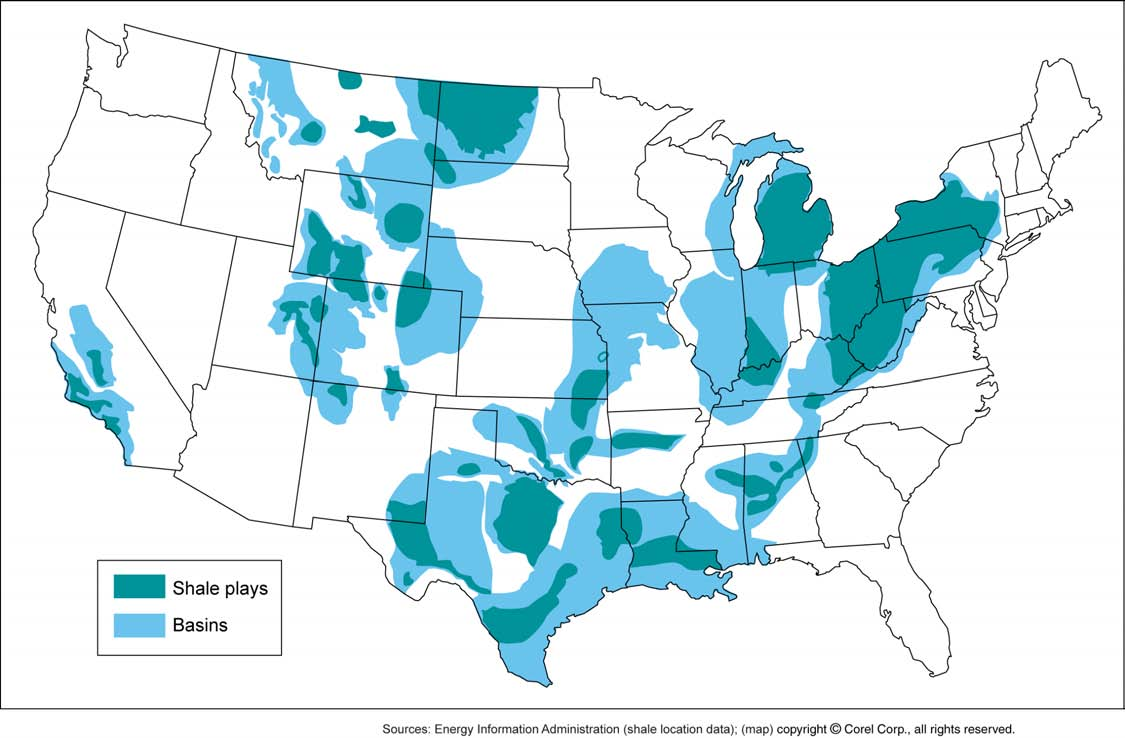
Pala-lelőhelyek az Egyesült Államok területén. A projekt támogatná a fosszilis tüzelőanyagok használatát

A Project 2025 javaslata szerint egy jövőbeli republikánus elnök nem csak teljesen eltörölné Joe Biden végrehajtó parancsait az éghajlatváltozással kapcsolatban. Teljesen elhagyná a stratégiákat, amikkel korábban csökkentették az üvegházhatású gázok kibocsátást, amiknek nagy szerepe van az éghajlatváltozásban, például szinte teljesen eltörölné a korlátozásokat kibocsátásukon, csökkentené a Környezetvédelmi Hivatal (EPA) fontosságát és megszüntetné a Nemzeti Óceán- és Légkörkutatási Hivatalt, ami a projekt szerint a legnagyobb éghajlatváltozással kapcsolatos félelemkeltő szervezet.
Bezáratnák az EPA környezetvédelmi igazságügyi és polgárjogi hivatalát és a hivatal munkatársait nem tudományos sikereik, hanem menedzseri teljesítményük alapján választanák ki. Megakadályoznának államokat, hogy korlátozzák a járművek kibocsátását, mint azt Kalifornia már megtette. A fosszilis tüzelőanyagok használatát nem akadályoznák, például teljesen megszüntetnék a Földgazdálkodási Hivatal olajfúrás-korlátozásait.

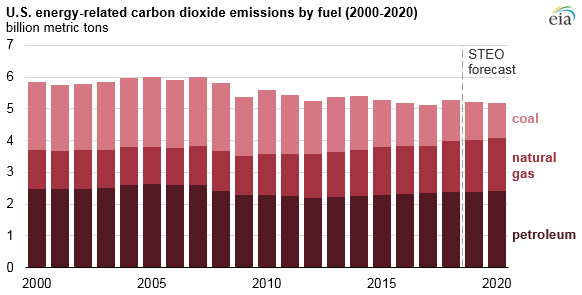
Az Egyesült Államok szén-dioxid kibocsátása 2000 és 2020 között

A Heritage Foundation energia és klímaigazgatója, Diana Furchtgott-Roth, azt mondta, hogy az amerikaiaknak több földgázt kéne használniuk, annak ellenére, hogy ez növelné a metán-kibocsátást az országban, ami károsabb a szén-dioxidnál. A projekt visszavonná a Inflation Reduction Act törvényt, ami 370 milliárd dollárnyi támogatást adott tiszta technológiák fejlesztésére, bezárná a Kölcsönprogramok Hivatalát és a Tiszta Energia Hivatalt az Energiaügyi Minisztériumban, törölné a Nemzetbiztonsági Tanács feladatai közül az éghajlatváltozás hatásának csökkentését és arra bíztatná szövetségeseit, hogy használjanak több fosszilis tüzelőanyagot.
A tervezet szerint a szövetségi kormánynak feladata, hogy „kiépítsen nagy olaj-, gáz-, és szén”-tartalékokat és támogassa az olajfúrást északon. Eszerint lecsökkentenék vagy megszüntetnék az átmenetet a megújuló energiaforrások felé. Mandy Gunasekara, a projekt egyik szerzője, ugyan beismerte, hogy az emberek hozzájárultak az éghajlatváltozáshoz, de szerinte ezt inkább politikai célokra használják és a valóságban nem okoz nagy károkat. Paul Dans, a projekt igazgatója viszont tagadja, hogy az embereknek bármi köze lenne az éghajlatváltozáshoz, de elismeri létezését.
A Project 2025 visszavonná az EPA 2009-es kutatását, amiben megírták, hogy a szén-dioxid-kibocsátás káros hatással van az emberekre, ezzel megakadályozva a kormányt, hogy korlátozza az üvegházhatású gázok kibocsátását. Ezek mellett arra biztatná a nyilvánosságot, hogy vegyenek észre tudományos problémákat kutatásokban és azokat jelentsék, kérdőjelezzék meg az éghajlatváltozással kapcsolatos kutatásokat. A projekt tervezetének klímaváltozással kapcsolatos szakaszának több szerzője is volt, akik közé tartozik Mandy Gunasekara is, aki az EPA személyzetfőnöke volt és nagy szerepet játszott az Egyesült Államok visszalépésében a párizsi egyezménytől. Bernard McNamee írta meg a részleteket az EPA szerepével kapcsolatban, McNamee több fosszilis tüzelőanyagokkal foglalkozó cég ügyvédje is volt. A szerzők közül többen is tagadták korábban az éghajlatváltozás létezését.

### Elnöki hatalom bővítése
Kevin D. Roberts szerint „az elképzelés, hogy független szövetségi ügynökségek vagy szövetségi dolgozók nem válaszolnak az elnöknek, megszegi a demokratikus köztársaságunk alapjait.” A Project 2025 a teljes végrehajtó ágat az elnök felügyelete alá helyezné, megszüntetve az Igazságügyi Minisztérium (DOJ), a Szövetségi Kommunikációs Bizottság (FCC) és többek között a Szövetségi Kereskedelmi Bizottság (FTC) függetlenségét. A terv az ügynevezett egységes végrehajtó elmélet legszélsőségesebb jogi elképzelései alapul, az Egyesült Államok Alkotmánya második cikkelyének egy megkérdőjelezett értelmezésén, kijelentve, hogy a végrehajtó hatalmat az alkotmány csak az elnöknek adja.
Trump, a 2024-es republikánus jelölt, 2019-ben kijelentette, hogy a második cikkely megadta neki a jogot, hogy „azt csináljon, amit akar,” amit az elmélet támogatói gyakran megismételnek. 2018-ban is erre utalt, mikor azt nyilatkozta, hogy kirúghatná Robert Mueller különleges tanácsadót. Trump nem az első elnök, aki ki akarta használni a egységes végrehajtó elméletet, a 2001. szeptember 11-ei terrortámadások után is elnépszerűsödött republikánus körökben.
2023 novemberében a The Washington Post megírta, hogy Trump esetleges 2025-ös beiktatása után „azonnali prioritás” lenne a hadsereg kivezénylése az utcákra, törvényvégrehajtás céljából, az 1807-es Insurrection Act alapján. A tervezet ezen részét Jeffrey Clark írta, aki Trumphoz hasonlóan vád alatt áll Georgia államban választási csalásra való felbujtás vádjával, illetve meg nem nevezett összeesküvő az elnök elleni szövetségi eljárásban, hasonló vádakkal. Clark a Center for Renewing America egyik munkatársa, amely a Project 2025 partnerszervezete. Hírek szerint része lenne az is, hogy az Igazságügyi Minisztérium az elnök felszólítására elkezdené letartóztatni Trump politikai ellenfeleit az Insurrection Act segítségével. Ennek ellenére hivatalos közleményében a szervezet ezt tagadta.
Az egész dokumentumban egyes ügynökségek munkatársait mind „radikális baloldali ideológus”-nak nevezi a szerző, akik aktivisták és „beágyazódtak” ügynökségeikbe. Egy 2023. decemberi interjúban Sean Hannity (Fox News) kétszer is megkérdezte Trumpot, hogy meg tudja-e ígérni, hogy nem élne vissza elnöki hatalmával, hogy bosszút álljon ellenfelei ellen, amit hírek szerint közeli barátainak és családjának többször is felvetett. Trump erre azt válaszolta, hogy az „első nap kivételével.”

### Gazdaság és kereskedelem

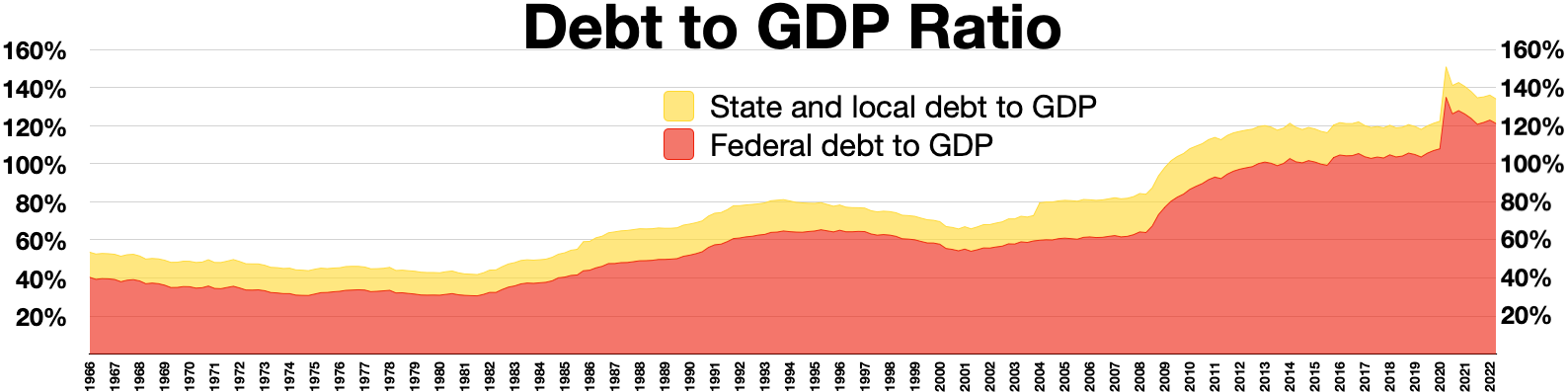
Az Egyesült Államok adóssága a GDP-hez hasonlítva

A Project 2025 több különböző gazdasági reformot is javasol. A szervezet kritizálja a szövetségi bankrendszert, ami szerinte az üzleti ciklusok okozója, illetve támogatja az aranystandard visszahozását. Eltávolítaná a központi bank egyik fő célját, ami a munkanélküliség csökkentése és szinte teljesen az infláció csökkentésére fókuszálna.

A projekt bővítené a 2017-es Tax Cuts and Jobs Act törvényt, leegyszerűsítené a jövedelemadó rendszerét, csak két kategóriába helyezné a lakosságot, 15% és 30%-os adó szerint. Lecsökkentené a társasági adó arányát 18%-ra, azt mondva, hogy egy nagyon „káros adóforma.” Bevezetne egy 15%-os kamatadót, ami a Biden-kormány javasolt 45%-ához képest kifejezetten alacsony. A reformokat követően beadna egy javaslatot az új rendszer védelmére, ami szerint ezeknek megváltoztatásához a kongresszusi képviselők legalább három ötödének szavazatára legyen szükség, annak ellenére, hogy ez alkotmányellenes lenne, mert következő kongresszusok korlátozása törvényellenes. Ezek mellett egy 2024-ben kiadott kutatás szerint ugyan segítettek a 2017-es adócsökkentések befektetők bevonzásában, de megemelték az ország adósságát.

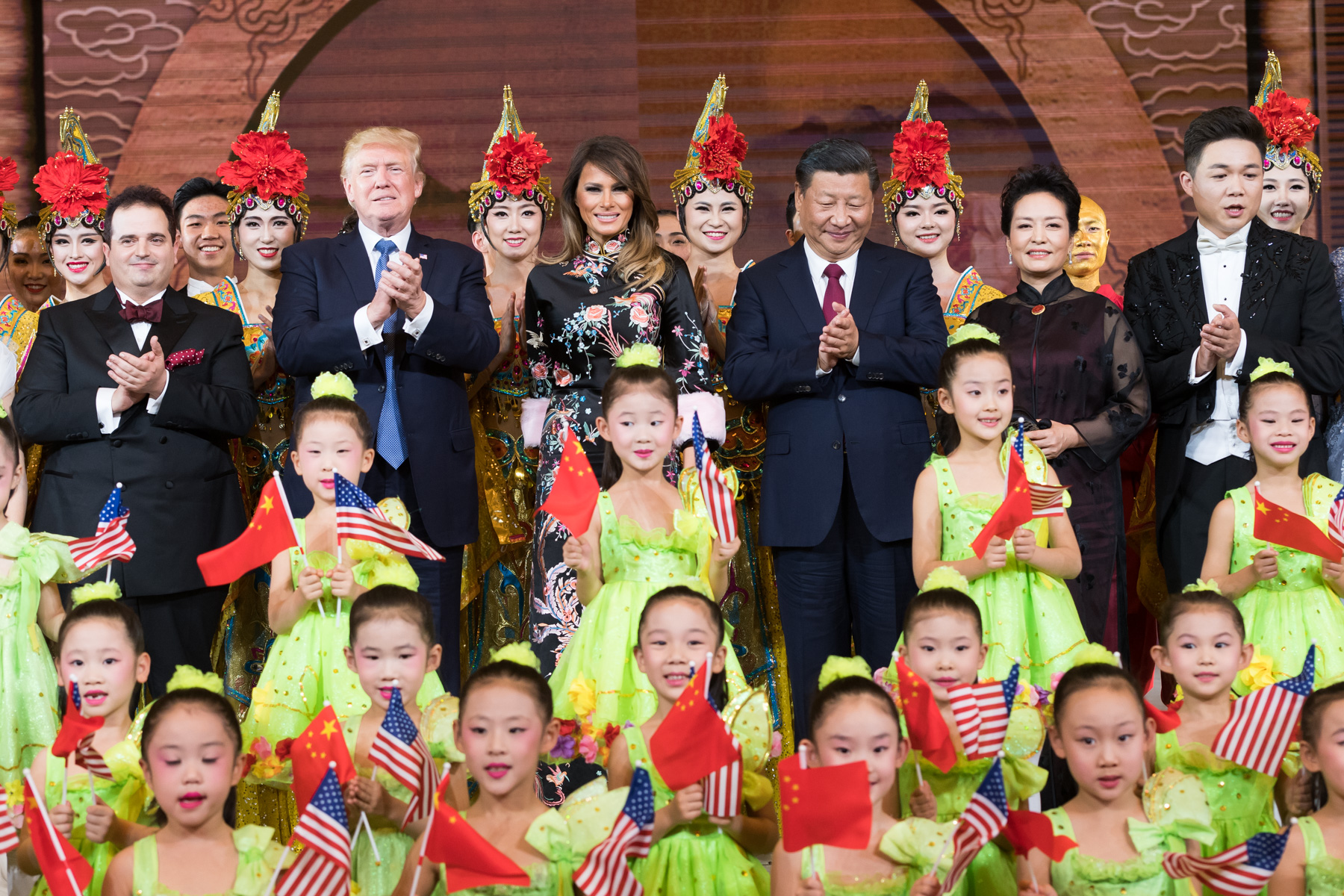
Trump elnöksége idején megemelt több vámot is Kína ellen

A Project 2025 eltörölné az Gazdaságfejlesztési Hivatalt (EDA), ami a Kereskedelmi Minisztérium része és, ha ez nem sikerül, akkor inkább a „Biden-kormány által elpusztított vidéki közösségek” fejlesztésére használnák. Tervek vannak az atomipar fejlesztésére is.:9
A szervezet kijelentette, hogy „Isten elrendelte szombatnapot, mint a pihenés napja” és javasolná törvények elfogadását, amik magasabb fizetést adnának az amerikai polgároknak, ha ezeken a napokon dolgoznak.
A külkereskedelem kérdésén nem tudtak megegyezni a szerzők. Peter Navarro megemelné a vámokat az Európai Unió, Kína és India ellen, hogy kiegyenlítsék a kereskedelmi mérleget, bár gyakran nem igaz, hogy az amerikai adók alacsonyabbak lennének fontos tengerentúli partnereiknél. A Goldman Sachs elemzése szerint a Trump-féle protekcionizmus elég bevételt hozhatna, hogy meg tudják fizetni a tervezett adócsökkentéseket és esetleg segíthetnének az infláció csökkentésében és a gazdaság növekedésében. Kent Lassman viszont támogatná a vámszázalékok csökkentését, hogy segítsék a fogyasztókat, illetve megkössenek több szabadkereskedelmi megállapodást. Lassman szerint Trump és Biden tarifái rontották, nem csak az amerikai gazdaságot, de az ország kapcsolatait is. A tarifák bevezetése a Kína elleni védelem céljával az egyik kevés dolog, amiben Trump és Biden egyetért.

### Identitás
A Project 2025 szerint a kormánynak a „család és a házasság Biblián alapuló, társadalomtudomány által megerősített definícióját” kell használnia. Ennek a célnak eléréséhez csak heteroszexuális nőket és férfiakat ismerne el a szövetségi kormány, eltávolítva mindenféle diszkrimináció elleni védelmet a szexuális irányultság vagy a nemi identitás alapján, illetve törölve programokat, amik a társadalmi egyenlőségért küzdenek az országban. Olyan munkatársakat, akik részt vettek ezeken a programokon vagy bármilyen kezdeményezésen, aminek köze van a kritikus fajelmélethez, az elbocsátásukat helyeznék kilátásba.
A Fehér Ház nemi politikai tanácsát feloszlatnák, betiltanák intézményeknek, hogy statisztikát gyűjtsenek nem, faj vagy etnikum alapján, az ezzel kapcsolatos kvóták is törvényellenesek lennének. Jonathan Berry megosztotta, hogy „a cél, hogy a színvakság felé haladjunk és elismerjük, hogy olyan törvények kellenek, amik minden embert teljes emberként kezelnek és nem csak kategóriákként, főleg amikor fajokról van szó.” A Népszámlálási Irodát megreformálnál konzervatív ideák alapján.

### Igazságügyi Minisztérium szerepe

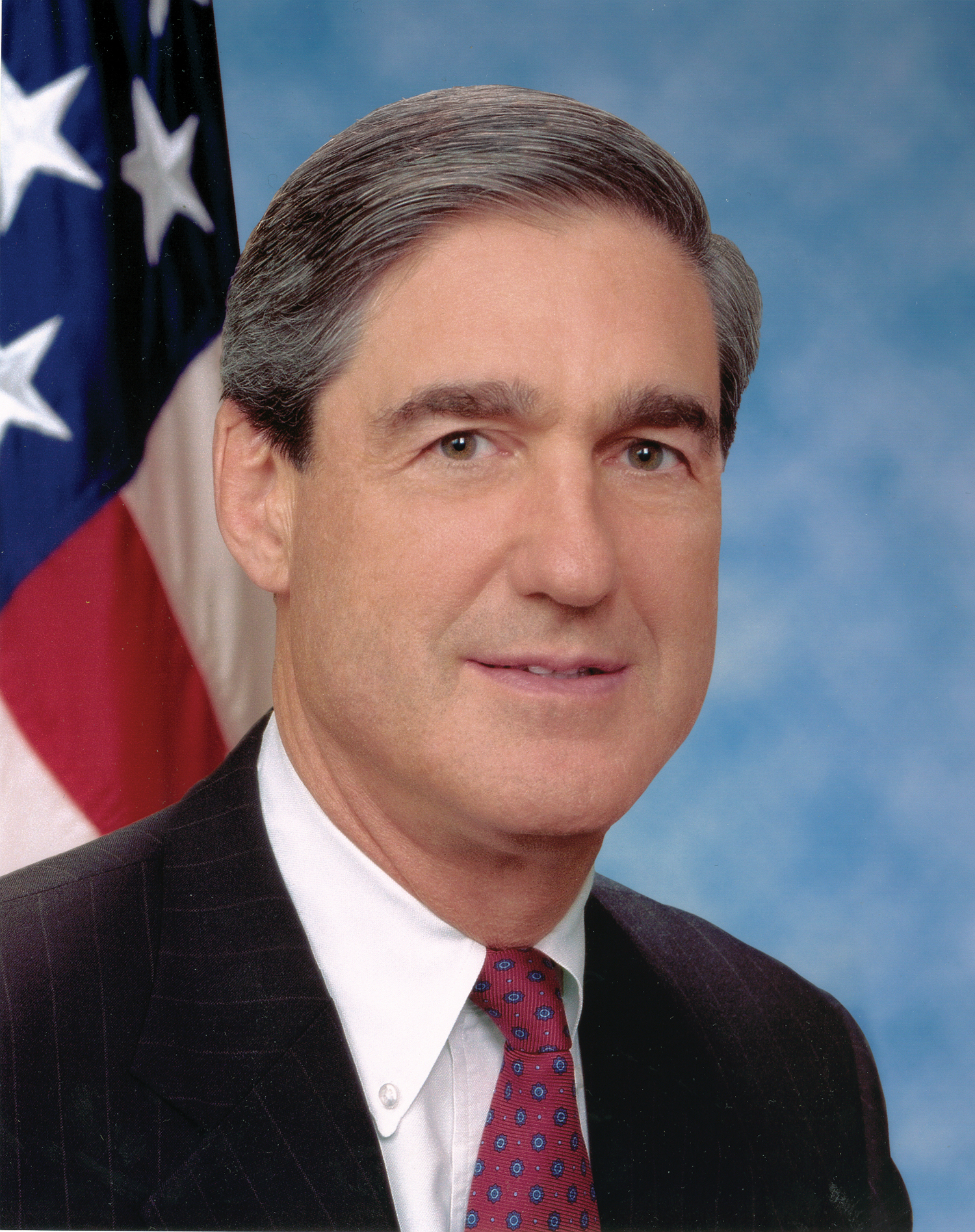
Az Igazságügyi Minisztériumot és a Szövetségi Nyomozóirodát a projekt problémásnak tekinti, nyomozásaik miatt Trump ellen

A Project 2025 szerint az Igazságügyi Minisztérium (DOJ) egy „duzzadt bürokrácia egy a radikális liberális politika kivitelezésével megszállott munkatársmaggal,” ami „elveszítette az amerikai emberek bizalmát,” szerepe miatt a Donald Trump elleni nyomozásban, Oroszországgal való kapcsolatairól. Ennek következtében át kell szervezni a minisztériumot és a Fehér Ház irányítása alá helyezni. A Szövetségi Nyomozóiroda (FBI) igazgatója is az elnöknek kell, hogy válaszoljon.
A megújított minisztérium a Project 2025 tervei szerint betiltaná a „fehérek elleni rasszizmust” és a „pozitív diszkriminációt,” az 1964-es polgárjogi törvény alapján. Gene Hamilton, aki korábban tisztviselő volt Trump elnöksége alatt, azt nyilatkozta, hogy „az amerikai társadalom egyes tagjainak segítése rontja más amerikaiak lehetőségeit–és szinte minden egyes esetben törvényellenes.” Ennek következtében a minisztérium polgárjogi osztálya „eljárást indítana minden állami és helyi kormány, felsőoktatási intézmények, cégek és bármely más munkaadó ellen,” amely rendelkezik egyenlőségi programokkal.
Eltörölnének úgynevezett beleegyezési rendeleteket, amik megegyezések a DOJ és rendőrségek között. A Project 2025 alatt, ha az FBI és a DEA munkája fedésben lenne, akkor az utóbbi kapná meg a feladatot, az FBI inkább nemzetbiztonsági kérdésekre és más komoly bűncselekményekre koncentrálna.
A Project 2025 elismeri, hogy a halálbüntetés egy érzékeny politikai téma az országban, de ennek ellenére támogatja annak bevezetését, hogy könnyen meg tudjanak oldani komoly bűncselekményeket, mint például a pedofília, ha csak a Kongresszus máshogy nem dönt.
Trumphoz hasonlóan a projekt szerzői szerint a fővárost ellepték bűnözők és engedélyt adna a titkosszolgálatnak, hogy törvényvégrehajtó testületként működjön a Fehér Ház közelében és környékén.

### Keresztény nacionalizmus

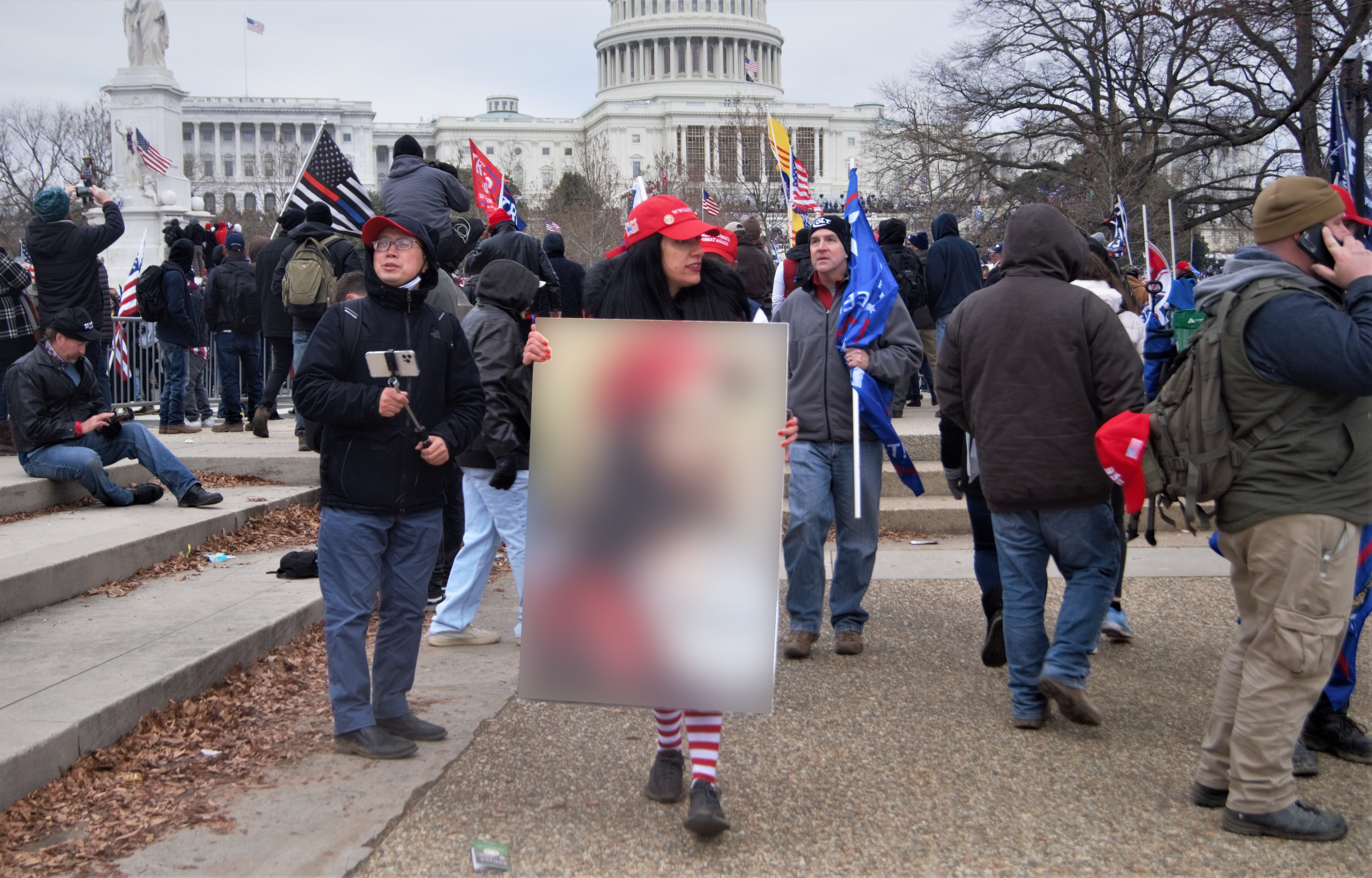
Egy QAnon-szimbólummal megjelölt festményt hordozó nő a Capitolium ostroma közben, amin Jézus látható egy Make America Great Again-sapkában. (A festmény szerzői jogvédelem alatt ál.)

A Center for Renewing America igazgatója és a projekt egyik fontos munkatársa, Russell Vought egyik fő célja, hogy a keresztény nacionalizmus elvei alapján működjön a kormány és az Egyesült Államok mindennapi élete, ha Trump megnyeri a 2024-es választást.
Egy 2021-es véleménycikkben Vought azt írta, hogy a keresztény nacionalizmus „elismeri Amerikát, mint egy keresztény nemzet,” biztosítva az egyház és a kormány függetlenségét egymástól, de nem akadályozva „a kereszténység befolyását a kormányon és a társadalmon.” Vought szerint a keresztények „támadás alatt állnak” és arra használná kapcsolatát Trumppal, hogy a keresztény nacionalizmus fontosságát kiemelje, ha újraválasztják. Vought ezek mellett közeli kapcsolatot ápol William Wolfe-fal is, aki szintén dolgozott Trump kormányában és keresztény nacionalista. Wolfe egy online megosztott manifesztumban megírta egy, a Biblia által irányított, kormány felépítését, amiben „Krisztus által elrendelt bírók” rendelkeznének hatalommal az amerikai nép felett.
2024-es kampányában Trump többször is a Project 2025 különböző politikai terveihez hasonlóan beszélt, többek között népszerűsítve a keresztény nacionalizmust.

### Közlekedés
A Project 2025 eltörölné a 2021-es Bipartisan Infrastructure Law törvényt, ami támogatja a közlekedési infrastruktúra dekarbonizációját.

### Külpolitika

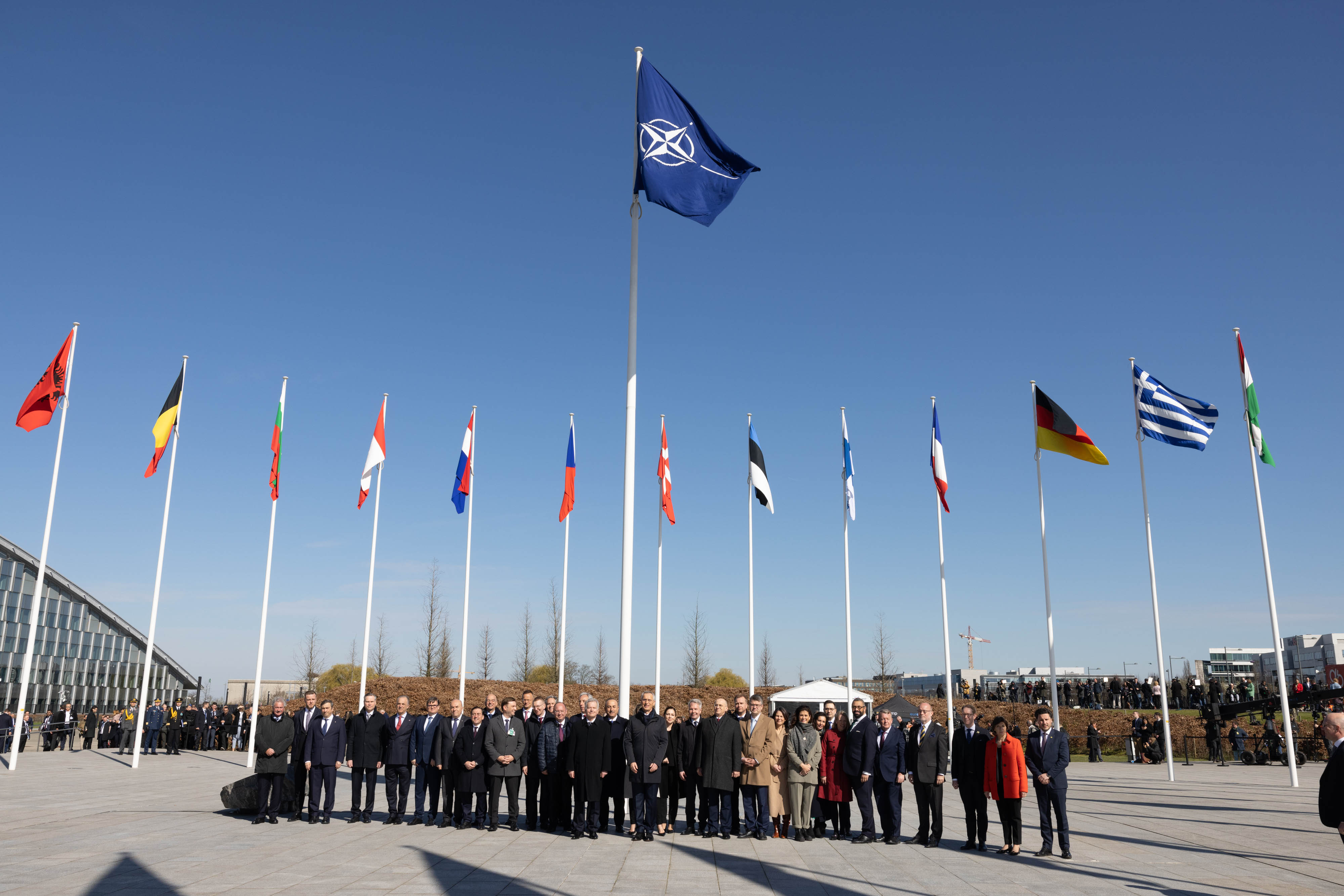
A Project 2025 részeként az Egyesült Államok arra kötelezné a NATO tagjait, hogy használják saját hadseregeiket az orosz agresszió leküzdésében

Kiron Skinner véleménye szerint a Külügyminisztérium munkatársainak nagy része túlságosan szélsőbaloldali és őket le kellene cserélni hűségesebb, konzervatív dolgozókkal. Szerinte a kommunista Kína nagy veszély az országra nézve és ellenezne minden békés lépést a két fél kapcsolatának javítására.
A Project 2025 alatt nem lenne szükség kongresszusi jóváhagyásra ahhoz, hogy fegyvereket adjanak el más nemzeteknek, kivéve, ha az „egyöntetű kongresszusi támogatás” garantált. A Mandate-ben azt is megírták, hogy az Egyesült Államok csak a NATO tagjait kellene, hogy védje atomfegyvereivel és ezeknek az országoknak kötelességük kellene, hogy legyen hagyományos haderejük kivezénylése az orosz agresszió visszaveréséhez.
A Nemzetközi Fejlesztési Ügynökség (USAID) munkáját nagyban lecsökkentenék, mivel a Heritage Foundation szerint az egy „politikailag megosztó és kulturális terv, ami népszerűsíti az abortuszt, éghajlat-szélsőségességet, nemi radikalizmust és közbelépéseket az érzékelt intézményes rasszizmus ellen.” A „nem” szót teljesen eltávolítanák az USAID összes dokumentumából és programjából. Javasolja ezek mellett több ENSZ-szervezet támogatásának megvonását, illetve több hatalmat adna az elnöknek a külföldi segélyek szétosztásában. Nem adnának ebből pénzt olyan szegény országoknak, akik szenvednek az éghajlatváltozás miatt, de osztanának belőle támogatást fosszilis tüzelőanyagokkal dolgozó cégeknek.

### Nemzetbiztonság
A Project 2025 felszólítaná a Pentagont, hogy törölje el egyenlőségi programjait és azonnal vegye fel újra munkatársait, akik azért veszítették el munkájukat, mert nem voltak beoltva a Covid19 vírus ellen. Az Egyesült Államok hadereje nem vehetné figyelembe az éghajlatváltozást, mint nemzetbiztonsági veszélyt.

A TikTok betiltása államonként, a kormány által biztosított eszközökön
Republikánusok által bevezetett tiltás
Demokraták által bevezetett tiltás
Kormányhivatal által bevezetett tiltás
Nincs tiltás

A Project 2025 a kommunista Kínát tekinti az egyik legnagyobb veszélynek, befolyása miatt az amerikai társadalom felett és betiltatná a TikTok közösségi média platformot, amit kémkedéssel vádolt és a Konfuciusz Intézeteket, amik a szerzők szerint megrontják az amerikai felsőoktatást. A projekt ezek mellett szóba hozza azt is, hogy szerinte Kína ellopja az amerikaiak szellemi alkotásait és azzal vádolja az ország legnagyobb technológiai vállalatait, hogy a Kínai Kommunista Pártnak dolgoznak az Egyesült Államok ellen.: 9–13

### Népszámlálási kérdés
A projekt ismét megpróbálná visszahozni azt a kérdést a népszámlálás idején, amit a Trump-kormány 2020-ban megpróbált elhelyezni a kérdéssorozatban. Eszerint a kérdőívben szerepelne egy kérdés, amire a kitöltő azzal válaszolna, hogy állampolgár-e vagy nem. Ezeket a számlálásokat arra használják, hogy elosszák a kongresszusi székeket és elektorokat államonként. A Trump-kormány idején ezt a Legfelsőbb Bíróság elutasította. Az alkotmány tizennegyedik módosítása szerint a népszámlálás és az ezt követő elosztás minden államban élő személy számát figyelembe veszi, nem csak az állampolgárokat.

### Oktatás és kutatás
A Project 2025 nagyon lecsökkentené a szövetségi kormány szerepét az oktatásban és fontosnak tartaná, hogy családok választhassanak, magán vagy állami iskolába küldik-e gyermekeiket, illetve növelnék a szülők jogait. Hogy ezt elérjék, megszüntetnék az Oktatási Minisztériumot és megadnák a lehetőséget az államoknak, hogy ne vegyenek részt szövetségi programokban és ne érjenek el szövetségi követelményeket. Az Individuals with Disabilities’ Education Act törvények alatt működő programokat átadnák az Egészségügyi és Humánszolgáltatási Minisztériumnak, míg az Országos Oktatási Statisztikai Központot beolvasztanák a népszámlálási irodába.
A mozgalom elképzelései szerint a szövetségi kormány csak egy statisztikai szervezet kellene, hogy legyen. A polgárjogok valós végrehajtása iskolákban jelentősen csökkenne, a feladatot ettől kezdve az Igazságügyi Minisztérium végezné el, de ezt csak pereskedésen keresztül tehetnék meg. A szövetségi kormány nem léphetne közbe és nyomozhatná ki, hogy különböző büntetéseket kapnak-e diákok származásuktól függően. A Project 2025 kifejezetten elutasítja azt, hogy „fajok közötti egyenlőségre van szükség iskolai büntetések terén [...] diákbiztonság céljából.”
Az 1956-os Elementary and Secondary Education Act törvény által kiosztott 18 milliárd dolláros segélyt az új kormány nem újítaná meg, a feladatot az államokra ruháznák. Az ingyenes iskolai étkezéseket megszüntetnék és eltörölnék a Head Start programot, ami alacsony bevételű családokat segít. A Project 2025 támogatói szerint az oktatás magánügy, nem a kormány feladata.
A Project 2025 arra bíztat egy jövőbeli elnököt, hogy biztosítja, hogy „bármilyen kutatás, amit adófizetők pénzéből folytatnak, szolgálja a nemzeti érdekeket egy konkrét szempontból, konzervatív alapelvekkel megegyezve.”:686 Például a klimatológia sokkal kevesebb támogatást kapna.

### Pornográfia
A Mandate előszavában Kevin Roberts megosztja véleményét, hogy a pornográfia népszerűsíti a szexuális devianciát, a gyermekek szexualizálását és a nők kihasználását. Roberts szerint az Egyesült Államok alkotmánya első cikkelye nem védi a pornográfiát, így be kellene tiltani. Javasolja cégek és személyek elítélését, akik pornográfiát gyártanak, amit kábítószerekhez hasonlított. A Legfelsőbb Bíróság korábban a pornográfia betiltása ellen döntött az első cikkely alapján, azt mondva, hogy védett.
Mikor 2016-ban elnyelte a jelölést, Donald Trump elkötelezte magát a pornográfia „fiatalokon, családokon és amerikai kultúrán való hatásainak kutatása” mellett, de ezt soha nem vitte véghez. Annak ellenére, hogy Trump-nak vannak kapcsolatai Stormy Daniels pornószínésznőhöz és Karen McDougal Playboy-modellhez, Roberts-et ez nem érdekli: „Megértjük, hogy urunk nem hibátlan eszközökkel dolgozik, beleértve önmagunkat. Ugyan a felszínen ellentmondásnak tűnik, csak egy még erősebb hírvivővé tehetné, ha ezt el tudná fogadni.”

### Személyzeti változások
A Project 2025 létrehozna egy személyzeti adatbázist, amit Donald Trump politikája formálna. A projekt egy kérdéssor segítségével kezdene el toborozni új munkatársakat, elemezve hűségüket a projekthez. Elnöksége során több olyan személyt is eltávolított posztjáról, aki szerinte nem volt elég hűséges hozzá és politikájához, mint például William Barr főügyész. Trump elnöksége utolsó évében James Bacon és John McEntee létrehoztak egy kérdőívet, amit arra használtak volna, hogy teszteljék egy jelentkező hűségét a Trumpizmushoz. Bacon és McEntee 2023 májusában csatlakoztak a projekthez.
A Project 2025 egyetért Trumppal abban, hogy ki kell rúgni felesleges kormányszemélyzetet a Schedule F felhasználásával, amit még Trump hozott létre 2020 októberében. Ugyan Biden ezt 2021 januárjában visszavonta, semmi se akadályozza meg Trumpot, hogy második elnöksége során visszaállítsa. A Heritage Foundation tervei szerint legalább 20 ezer személy lenne adatbázisában 2024 végére.
2024-ben nagyjából négyezer embert tekintenek politikai kinevezésnek, ami kormányonként változik. A Schedule F több tízezer olyan személy munkáját helyezné veszélybe, akik mind republikánus, mind demokrata kormányok alatt dolgoztak évekig. Kevin Roberts azt nyilatkozta egy interjúban, hogy „Emberek el fogják veszíteni a munkájukat. Ennek ellenére remélem az életük jó lesz. Épületeket be fogunk záratni. Remélhetőleg ezeket a magánszektor fel tudja majd használni.”
A projekt arra bíztatja a Kongresszust, hogy a szövetségi kormány vállalkozóinak 70%-a amerikai állampolgár legyen, majd később ezt 95%-ra emelné.

### Terhességmegszakítás és fogamzásgátlás

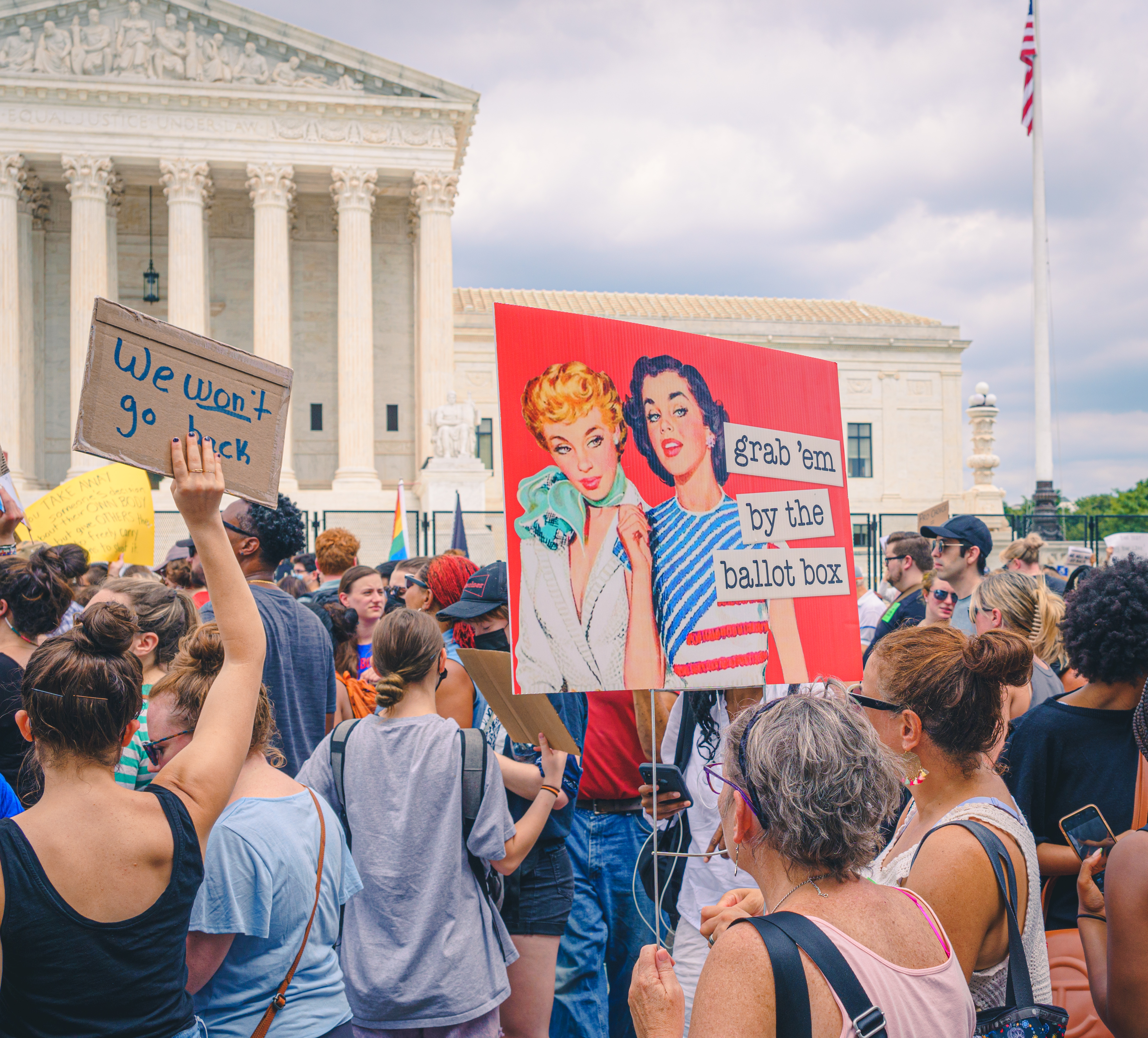
Tüntetések a Legfelsőbb Bíróság 2022-es döntése után, hogy az abortuszhoz nem ad jogot az alkotmány

A Project 2025 szerint az élet a fogamzás pillanatában kezdődik. A Mandate-ben olvasható, hogy az Egészségügyi és Humánszolgáltatási Minisztérium ismét az Élet Minisztériuma néven kellene, hogy működjön, ahogy azt Alex Azar miniszter elnevezte 2020 januárjában, megosztva büszkeségét, hogy a Trump-kormány a leginkább abortuszellenes az ország történetében. A Project 2025 alatt a minisztérium megtagadná az abortuszt, mint az egészségügy része és az lenne a célja, hogy az amerikaiakat „fogamzástól természetes halálig” segítse. Ugyan a Legfelsőbb Bíróság 2022-ben úgy döntött, hogy az abortuszt nem védi az alkotmány, aminek következtében az államok dönthettek törvényeikről, a Project 2025 arra bíztatja az új elnököt, hogy „tovább védje a meg nem született amerikaiak jogait, amit a Kongresszus is támogatna.”

Az abortuszok száma 1980 óta folyamatosan csökkent az Egyesült Államokban

Roger Severino, a Heritage Foundation belpolitikai alelnöke, azt nyilatkozta egy Students for Life konferencián, hogy a Project 2025 elkezdett dolgozni olyan elnöki parancsokon és szabályzatokon, amik visszavonnák a Biden-kormány abortuszvédelmeit és törvénnyé tegyék a Dobbs-döntést. A Biden-kormány például létrehozott egy munkacsoportot, ami segíti nők hozzáférését az abortuszhoz, aminek a helyét egy „pro-life” ügynökség venné át. A projekt ettől függetlenül ellenez mindenféle kezdeményezést, ami támogatja az egyedüli gyermeknevelést. A Project 2025 visszavonna egy 1970-es törvény több részletét is, ami támogatja az egészségügyi ellátást terhes anyukáknak és elvárássá tenné, hogy a lehetséges szülőknek minden klinika kiemelje a házasság fontosságát.
Severino azt írta a manifesztumban, hogy az Egyesült Államok Élelmiszer- és Gyógyszerügyi Hivatala „etikailag és jogilag köteles, hogy újra áttekintse és visszavonja” a mifepriszton és mizoprosztol abortuszgyógyszerek jóváhagyását. Ezek mellett azt javasolja, hogy Betegségmegelőzési és Járványügyi Központok gondolják újra közleményeiket különböző terhesség-megelőzési technológiákról, mint telefonos alkalmazások, amik követni tudják egy nő menstruációs ciklusát. Severino szerint az Egészségügyi Minisztériumnak el kellene várnia minden államtól, hogy „ossza meg pontosan hány abortusz történik határain belül, a terhesség során mikor, milyen okból, az anya lakhelyét és az abortusztechnikát.” A projekt ezek mellett visszahozná a Trump-éra „vallásos és morális kivételeit” az Affordable Care Act törvényeihez, betiltaná a sürgősségi fogamzásgátlást, megvonná a Planned Parenthood támogatását és felhasználhatóvá tenné egy nő kórlapját jogi eljárásokhoz, ha államán kívül átesne terhességmegszakítási eljáráson. Emma Waters szerint szükséges lenne a fogamzásgátlás hosszútávú hatásainak kutatása.

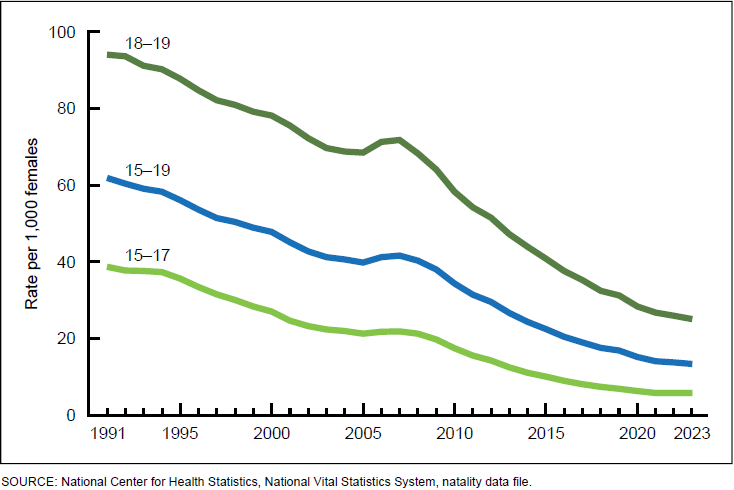
Az 1990-es évek óta szinte minden évben csökkent a tinédzser szülések száma, leginkább a fogamzásgátlás szélesebb körben történt használata, nem az abortusz miatt

A projekt Igazságügyi Minisztériumról szóló szekciójában Gene Hamilton betiltatná azt, hogy az amerikai postaszolgálat olyan gyógyszereket szállítson, amik abortusz-hatással járnak. Visszahozná az 1870-es években megírt Comstock Act törvény azon részét, ami betiltott minden gyógyszert és eszközt, ami képes abortusz végrehajtására. A törvény következtében, ha valaki postán küld vagy kap ilyen gyógyszert, az büntethető lenne. A projekt tervezete következtében bármilyen eszközök küldése államhatárokon át illegális lenne, így egy de facto abortusz-tiltást létrehozva az országban.
Donald Trump nem kötelezte el magát egy szövetségi szintű tiltás mellett, mert tudja, hogy az emberek nagy része ellenzi.
A tinédzserterhességgel kapcsolatban a Project 2025 azt javasolja a szövetségi kormánynak, hogy elítélje azt, amit a szerzők úgy hisznek, hogy az abortusz népszerűsítése és a serdülők közötti kockázatos szexuális viselkedést. Ezek mellett eltörölné az Egészségügyi Minisztérium szerepét a szexuális felvilágosításban, azt mondva, hogy a minisztériumnak monopóliuma van felette.: 477

### Újságírás
A projekt alatt megvonnák a szállást a Fehér Ház újságíróitól, amiket egyes utakon kapnak.

## Végrehajtás
A 2024-es elnökválasztás megnyerése után Trump több személyt is jelölt magas pozíciókra, akik dolgoztak a Project 2025-on is. Az FCC vezetője, Brendan Carr, szerezte a projekt szakaszát az ügynökség jövőjéről, míg Tom Homan, Trump határügyekkel foglalkozó kijelöltje szintén dolgozott a dokumentumon. Russell Vought, akit Trump a Menedzsment-, és Költségvetési Irodájának igazgatójának nevezett ki, a projekt egyik fő szerzője volt.

## Fordítás
- Ez a szócikk részben vagy egészben  a   Project 2025 című angol Wikipédia-szócikk ezen változatának fordításán alapul.  Az eredeti cikk szerkesztőit annak laptörténete sorolja fel. Ez a jelzés csupán a megfogalmazás eredetét és a szerzői jogokat jelzi, nem szolgál a cikkben szereplő információk forrásmegjelöléseként.